# Saro Fiorello
Saro Fiorello è un album di Fiorello pubblicato nel 1996.

## Tracce
1. Tu solo tu – 4:54
2. Ancora bella – 3:58
3. Ti cercherò – 4:50
4. Ragazza mia – 4:37
5. Taglia gigante – 3:32
6. La forza dentro me – 4:04
7. No fratello no – 3:37
8. Ti sto – 5:06
9. Colpa mia – 4:09
10. Vicino a me – 4:19
11. Ci vuole amore – 3:53
12. Un genio un pazzo un re – 4:48

## Formazione
- Fiorello – voce
- Giorgio Cocilovo – chitarra
- Paolo Costa – basso
- Lele Melotti – batteria
- Gino De Stefani – programmazione
- Maurizio Macchioni – chitarra
- Mario Natale – tastiera, programmazione, pianoforte
- Candelo Cabezas – percussioni
- Fabrizio Baldoni – programmazione
- Piero Cassano – tastiera
- Fabio Gurian – sassofono tenore, sassofono soprano, sax contralto
- Stefania Pagani, Antonella Pepe, Stefano De Maco, Lalla Francia, Moreno Ferrara, Silvio Pozzoli – cori